# 东落堡镇
东落堡镇，是中华人民共和国河北省保定市定兴县下辖的一个乡镇级行政单位。原为东落堡乡，2022年12月27日撤乡设镇。

## 行政区划
东落堡镇下辖以下地区：
东落堡村、南引村、东引村、东册上村、西册上村、东相盖村、西相盖村、陈家庄村、大田村、五里窑村、田候村、吴村、北大位村、南大位村、小任村和大任村。